# Simone Pomardi

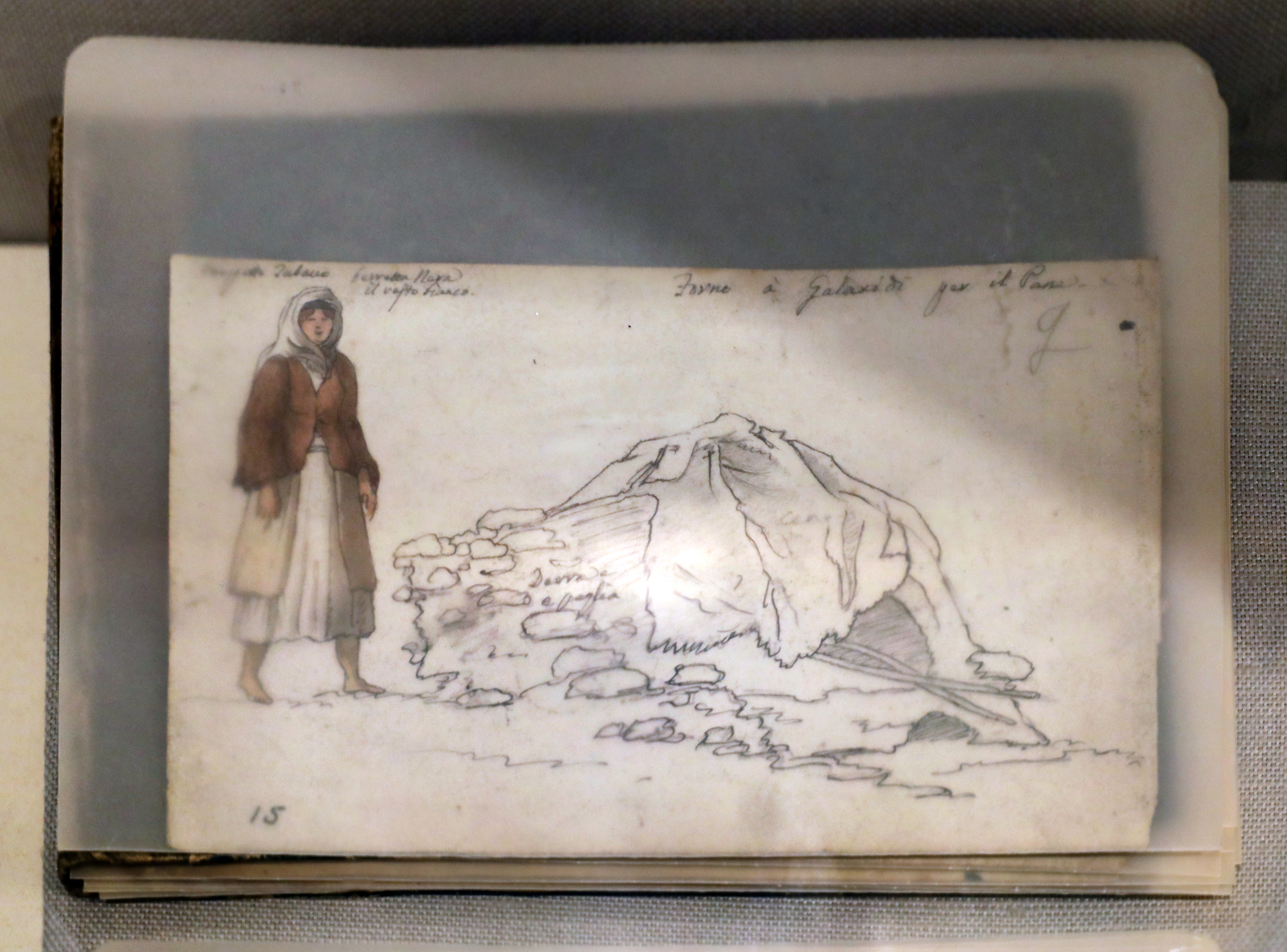
Disegno del 1805 del suo viaggio in Grecia

Simone Pomardi (Monte Porzio Catone, 9 dicembre 1757 – Roma, 3 novembre 1830) è stato un pittore, disegnatore e viaggiatore italiano.

## Biografia
Nacque a Monte Porzio da Giovanni Battista, notaio e cancelliere, e da Angiola Antonia Ilari, nel 1783 si trasferì a Roma dove coabitò con alcuni colleghi artisti, tra cui Francesco Caucig e Giuseppe Bergler. Si fece notare, tra Settecento e Ottocento, con i suoi grandi acquerelli, di soggetto quasi sempre architettonico, raffiguranti fedelmente Roma e i suoi dintorni. Fu maestro di pittura di Alessandro Castelli suo nipote da parte di madre.
Dai suoi disegni i migliori calcografi del tempo ricavarono incisioni pubblicate in vari libri: Raccolta di vedute antiche e moderne della Città di Roma e sue vicinanze incise da varj autori, 1816 (sei disegni di Pomardi incisi da Antonio Testa e Pietro Parboni), Le antichità di Roma recentemente scavate fino all’antico piano disegnate da Simone Pomardi, 1817 (11 vedute di Roma e una di Tivoli), Viaggio antiquario ne’ contorni di Roma di Antonio Nibby del 1819 (30 disegni di Pomardi incisi da Pietro Parboni), Raccolta di XXXX Vedute Antiche e Moderne della Città di Roma e sue vicinanze incise da Morelli, Feoli, Ruga ed altri celebri bulini (1821). Collaborò inoltre alla realizzazione delle illustrazioni della Satyra V di Orazio e dell’ Eneide di Virgilio pubblicate col patrocinio di Elisabetta duchessa di Devonshire tra il 1816 e il 1819.
Tra il 1804 e il 1806 Pomardi compì un viaggio in Grecia con Edward Dodwell, erudito irlandese. I due eseguirono moltissimi disegni ed acquerelli e circa 800 di questi lavori, conservati dagli eredi di Dodwell, sono rimasti inediti fino al 2002 quando furono acquistati da David W. Packard, per conto del Packard Humanities Institute di Los Altos in California. Una parte di questa straordinaria raccolta fu esposta per la prima volta al British Museum e poi a Roma nel 2013 nella mostra “La riscoperta dell’antico” allestita nella Curia Julia del Foro Romano. “I paesaggi dipinti rappresentano una rara testimonianza dell’acropoli di Atene, dei monumenti di Micene, del porto di Corfù e di altri siti archeologici come apparivano al tempo della dominazione ottomana della Grecia, visti attraverso gli occhi dell’archeologo ed erudito Edward Dodwell, autodidatta e talentuoso acquerellista, e dell’artista italiano Simone Pomardi, già noto per dipinti all’acquarello, raramente a tempera, in cui ha ritratto l’antica Roma all’epoca dell’occupazione francese.”
Qualche anno dopo il viaggio in Grecia, nel 1819, Dodwell pubblicò A Classical and Topographical Tour through Greece during the years 1801, 1805, and 1806, con disegni di Simone Pomardi. Nel 1820 Pomardi pubblicò Viaggio nella Grecia fatto da Simone Pomardi, negli anni 1804, 1805, e 1806, un dettagliato diario di viaggio, riguardante non solo l’arte e l’archeologia ma anche usi, costumi, politica della Grecia del tempo. “In tal modo Pomardi è il primo italiano, se si esclude l'inconcludente esperienza di Giovanni Battista Lusieri, a farsi interprete della riscoperta del mondo storico e sociale della Grecia agli albori dell'Ottocento al seguito di un filone già aperto da inglesi e francesi.” Infine, nel 1821, Dodwell pubblicò Views in Greece from drawings by Edward Dodwell con alcune litografie tratte da disegni di Pomardi.
Gravi problemi di salute, sopraggiunti intorno al 1820, impedirono a Simone Pomardi di lavorare. Morì a Roma il 3 novembre 1830.